# Ukrainische Botschaft in Lissabon

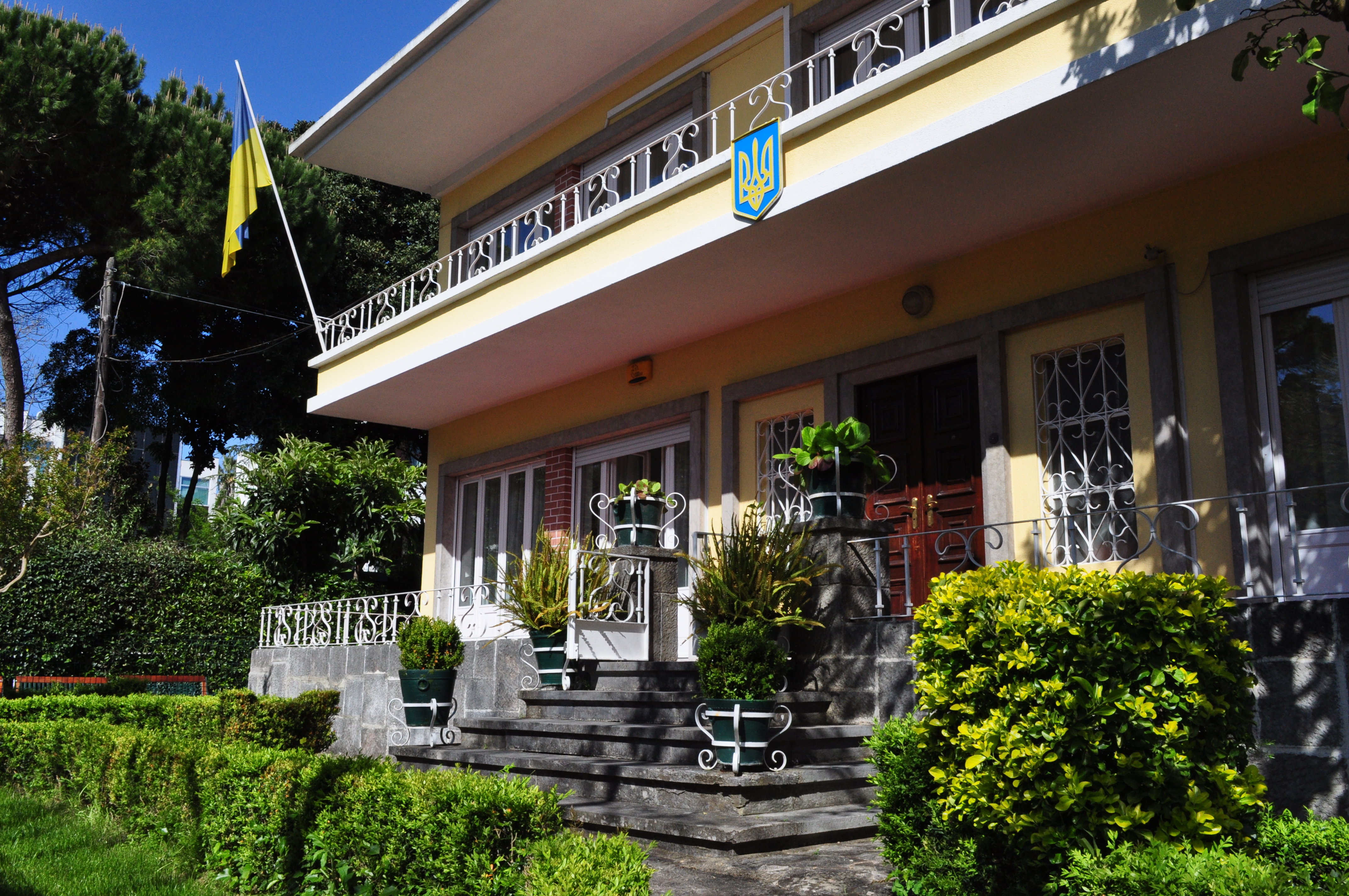
Ansicht der Botschaft (2013)

Die Ukrainische Botschaft in Lissabon ist die diplomatische Vertretung der Ukraine in Portugal. Das Botschaftsgebäude befindet sich in der Avenida das Descobertas 18 in Lissabon. Ukrainische Botschafterin in Portugal ist seit Februar 2023 Maryna Mykhailenko.

## Geschichte

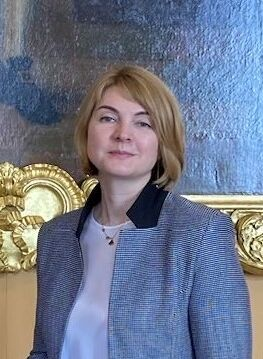
Maryna Mykhailenko, Botschafterin seit 2023

Nach dem Zerfall der Sowjetunion erklärte sich die Ukraine 1991 für unabhängig. Portugal hat die Ukraine am 7. Januar 1992 anerkannt. Die diplomatische Vertretung besteht seit März 2000, die Botschaft seit Oktober 2001. Der erste Botschafter war Anatolij Slenko. Seit dem 19. Oktober 2015 ist Inna Ohniwez als erste Frau außerordentliche und bevollmächtigte ukrainische Botschafterin in Portugal.
Im Jahr 2018 hatten 29.218 Ukrainer ihren ständigen Wohnsitz in Portugal. Sie standen hinter den Rumänen mit 6,1 Prozent an vierter Stelle der offiziell registrierten Ausländer in Portugal.

## Konsulareinrichtungen der Ukraine in Portugal
- Konsularabteilung der Botschaft der Ukraine in Lissabon
- Konsulat in Porto, das den Konsularbezirk im Norden des Landes betreut

## Botschaftsgebäude in Lissabon
Sitz der Botschaft ist in der Avenida das Descobertas 18 im Westen des Stadtzentrums der portugiesischen Hauptstadt. Das Gebäude ist ein modernes zweigeschossiges Bauwerk.